# Valognes
Valognes är en kommun i departementet Manche i regionen Normandie i norra Frankrike. Kommunen ligger i kantonen Valognes som tillhör arrondissementet Cherbourg. År 2022 hade Valognes 6 896 invånare.

## Befolkningsutveckling
Antalet invånare i kommunen Valognes
| Referens: INSEE |